# Pedana (India)
Pedana è una suddivisione dell'India, classificata come municipality, di 29.535 abitanti, situata nel distretto di Krishna, nello stato federato dell'Andhra Pradesh. In base al numero di abitanti la città rientra nella classe III (da 20.000 a 49.999 persone).

## Geografia fisica
La città è situata a 16° 16' 0 N e 81° 10' 0 E al livello del mare.

## Società

### Evoluzione demografica
Al censimento del 2001 la popolazione di Pedana assommava a 29.535 persone, delle quali 14.773 maschi e 14.762 femmine. I bambini di età inferiore o uguale ai sei anni assommavano a 3.527, dei quali 1.850 maschi e 1.677 femmine. Infine, coloro che erano in grado di saper almeno leggere e scrivere erano 17.689, dei quali 9.747 maschi e 7.942 femmine.